# Calvin Russell
Calvin Russell (nacido Calvert Russell Kosler) 1 de noviembre de 1948 - 3 de abril de 2011, fue un cantautor y guitarrista estadounidense de blues y roots rock .

## Primeros años y carrera
Russell nació en Austin, Texas, el 1.º de noviembre de 1948, siendo el sexto de una familia de nueve hermanos, Calvin pasó sus primeros cinco años prácticamente detrás del mostrador del Sho Nuff Café, donde su padre Red cocinaba y su madre Daisy era camarera. A los doce años Calvin tomó la guitarra y se unió a su primer grupo de música, "The Cavemen". A los quince, se escapó a San Francisco, Sobreviviendo con cachuelos y fue detenido varias veces por delitos menores de adolescentes. Desilusionado del modelo estadounidense de éxito financiero y social, se marginó y se dedicó a vender marihuan para subsistir, lo que le llevó a pasar diez años tras las rejas. Al salir de una de sus condenas en prisión, emprendió un viaje por el Gran Sur y cruzó el Río Grande hasta Piedras Negras y El Paso, donde realmente comenzó a componer canciones y cantar de pueblo en pueblo, viviendo como un vagabundo, hasta ser atrapado por las autoridades mexicanas en el invierno de 1985 con hierba estadounidense en los bolsillos. Procesado por importación fraudulenta de estupefacientes, pasó un año y medio en las cárceles del gobierno mexicano. Cuando regresó a Austin en 1986, trabajó como plomero, pero continuó viviendo en un ambiente de alcohol y drogas. Se codeó con muchos músicos, incluidos los legendarios Townes Van Zandt, Willie Nelson y Leon Russell.
Tres años después, en diciembre de 1989, durante una fiesta de cumpleaños en el Continent Club de Austin, Calvin Russell cantó sus canciones en una esquina acompañado de una guitarra acústica. Nadie le prestó atención excepto Patrick Mathé, el jefe de la compañía discográfica francesa New Rose, que visitaba Austin con regularidad. Intrigado tanto por el físico del cantante como por la calidad de sus composiciones, Patrick Mathé contactó con Calvin Russell, quien le dejó un casete. Este encuentro casual dio origen al álbum A Crack In Time que New Rose publicó en Francia a principios de 1990. La acogida fue excelente y Calvin no tardó en ir a Francia a promocionarlo. Al año siguiente, lanzó Sounds From The Fourth World, también grabado en Austin con Joe Gracey. Calvin comenzó a realizar giras extensas en Francia, llenando clubes, mientras que en Texas fue ignorado en gran medida. Muchas páginas de periódicos se dedicaron a su carrera europea, pero sin beneficio para su música.
En 1992, Calvin Russell volvió a la vanguardia con Soldier . Después de los dos álbumes anteriores, lo volvió a grabar en Arlyn Studios, pero la producción esta vez estuvo bajo la dirección de Jim Dickinson, emperador de Memphis Sound, que había trabajado con Ry Cooder y los Rolling Stones. A principios de 1994 apareció Le Voyageur, un disco en directo grabado en el Olympia, el Élysée-Montmartre, el Exo 7 de Rouen y el Zig-Zag de Orleans, reflejo de una gira maratónica en la que Calvin Russell dio 178 conciertos por Europa en un plazo de solo un año.
En 1995, se estrenó el aclamado Dream Of The Dog, un punto de inflexión en su carrera. Dream Of The Dog es el título de una vieja leyenda india. La portada, que reproducía los diseños de una manta india, revelaba los orígenes comanches de Calvin, con algunos de los símbolos provenientes de la tribu de su bisabuela.
El siguiente álbum de Calvin Russell, (grabado y mezclado en Memphis), fue decididamente blues y satisfizo tanto a los fanáticos como a los puristas. Entre la preparación de su próximo álbum, Calvin Russell lanzó lo mejor de la colección This Is My Life, que incluía tres nuevos títulos: Forever Young, Texas Song y It's All Over Now.
Cuando apareció This Is My Life (1998), el pasado adolescente de Russell resurgió con violencia durante una parada en una gasolinera en Texas. Un policía notó los vidrios sucios de su auto y le pidió que se bajara. Después de descubrir que Russell era un exprisionero, el oficial llamó a los adiestradores de perros, quienes encontraron cannabis en su poder. El pasaporte de Russell fue confiscado y este incidente podría haber llevado a la cancelación de todas sus sentencias suspendidas y diez años de prisión. Finalmente, las cosas mejoraron, con una liberación semisupervisada bajo indulto.

## Enfermedad y muerte
El 3 de abril de 2011, Russell murió en Garfield, Texas, después de una larga batalla contra el cáncer de hígado a la edad de 62 años. Le sobreviven su esposa nacida en Suiza, Cynthia, quien continúa viviendo en Texas y su hijo, Justin. Russell fue enterrado en el cementerio y mausoleo de Cook-Walden Capital Parks en Pflugerville, Texas .

## Discografía

#### Álbumes
- 1990: A Crack in Time (grabaciones de New Rose / SPV)
- 1991: Sonidos del cuarto mundo (grabaciones de New Rose / SPV)
- 1992: Soldado (Nueva Rosa/SPV)
- 1993: Le Voyageur - En vivo (Nueva rosa / SPV)
- 1995: Sueño del perro (SPV Recordings)
- 1997: Calvin Russell (Última llamada/SPV Recordings/Columbia)
- 1999: Sam (SPV Grabaciones/Columbia)
- 2000: Crossroad - Live (Última llamada)
- 2001: Rebel Radio (SPV Recordings/Freefalls Entertainment/Dixiefrog)
- 2005: A pesar de todo (SPV Recordings)
- 2006: En vivo en el Kremlin (New Rose)
- 2007: impenitente (XIII BIS)
- 2009: Dawg Eat Dawg (XIII BIS)
- 2010: Contrabendo – En vivo (XIII BIS)
- 2011: La última llamada, en el calor de una noche. . – CD/DVD en vivo (XIII BIS)

#### Singles
- 1985: "Behind Eight Ball/Baby I Love You" (MPPA)
- 1991: "Eres mi bebé / Bebé que amo" (New Rose)
- 1991: "Crossroads/"Rockin' The Republicans" (New Rose)
- 1992: "Soldado" (Nueva rosa)
- 1993: "Este es tu mundo" (Nueva rosa)
- 1997: "Encrucijada" (Columbia)

#### Compilaciones
- 1997: La historia de Calvin Russell - Esta es mi vida (SPV Recordings/Columbia)
- 2004: A Man in Full - Lo mejor de Calvin Russell (Última llamada)

### Lanzamientos colaborativos

#### Álbumes
- 1988: Los personajes - Acto I (Full Blast)